# Ziryâb

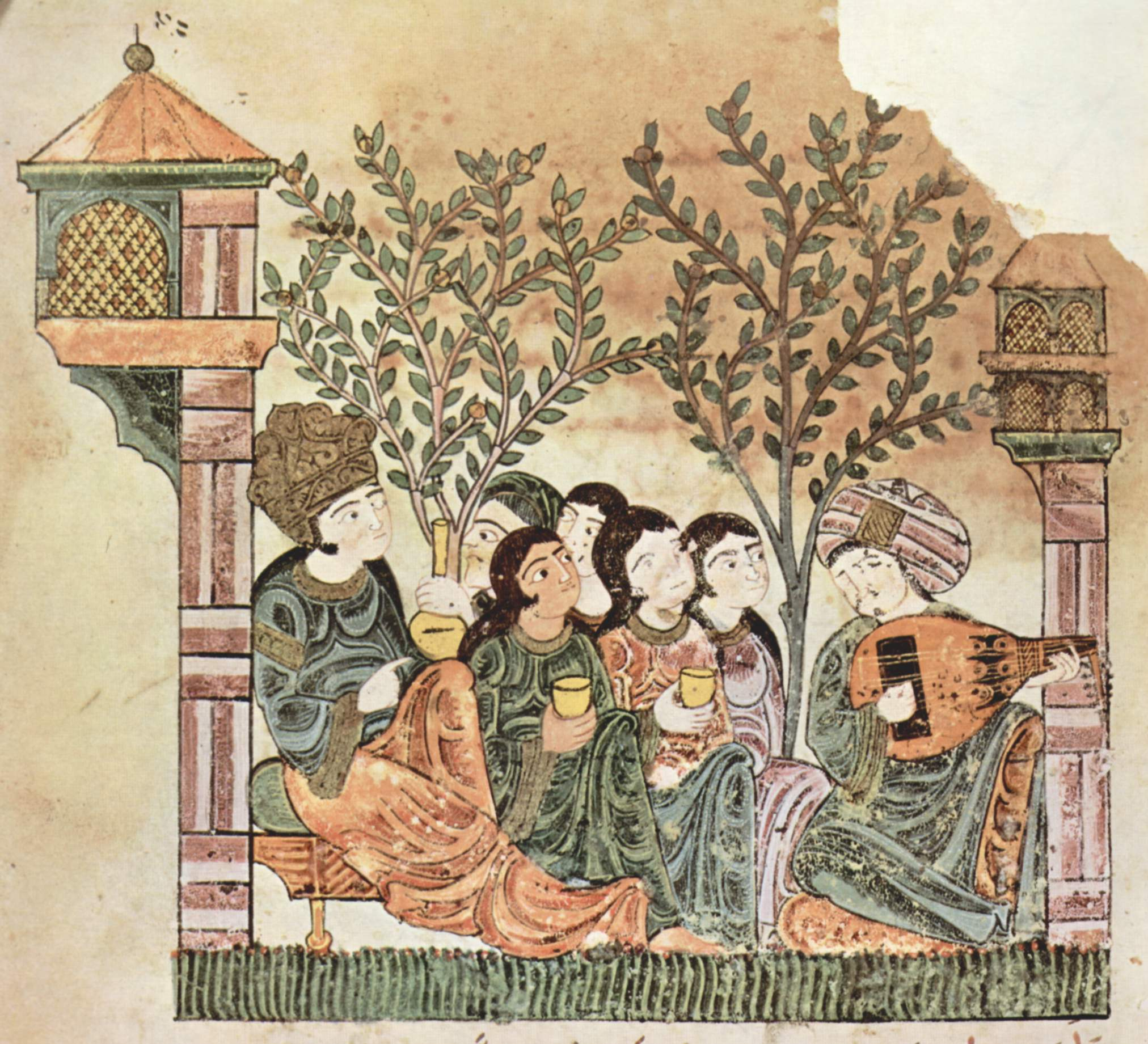
Tuin van Ziryâb

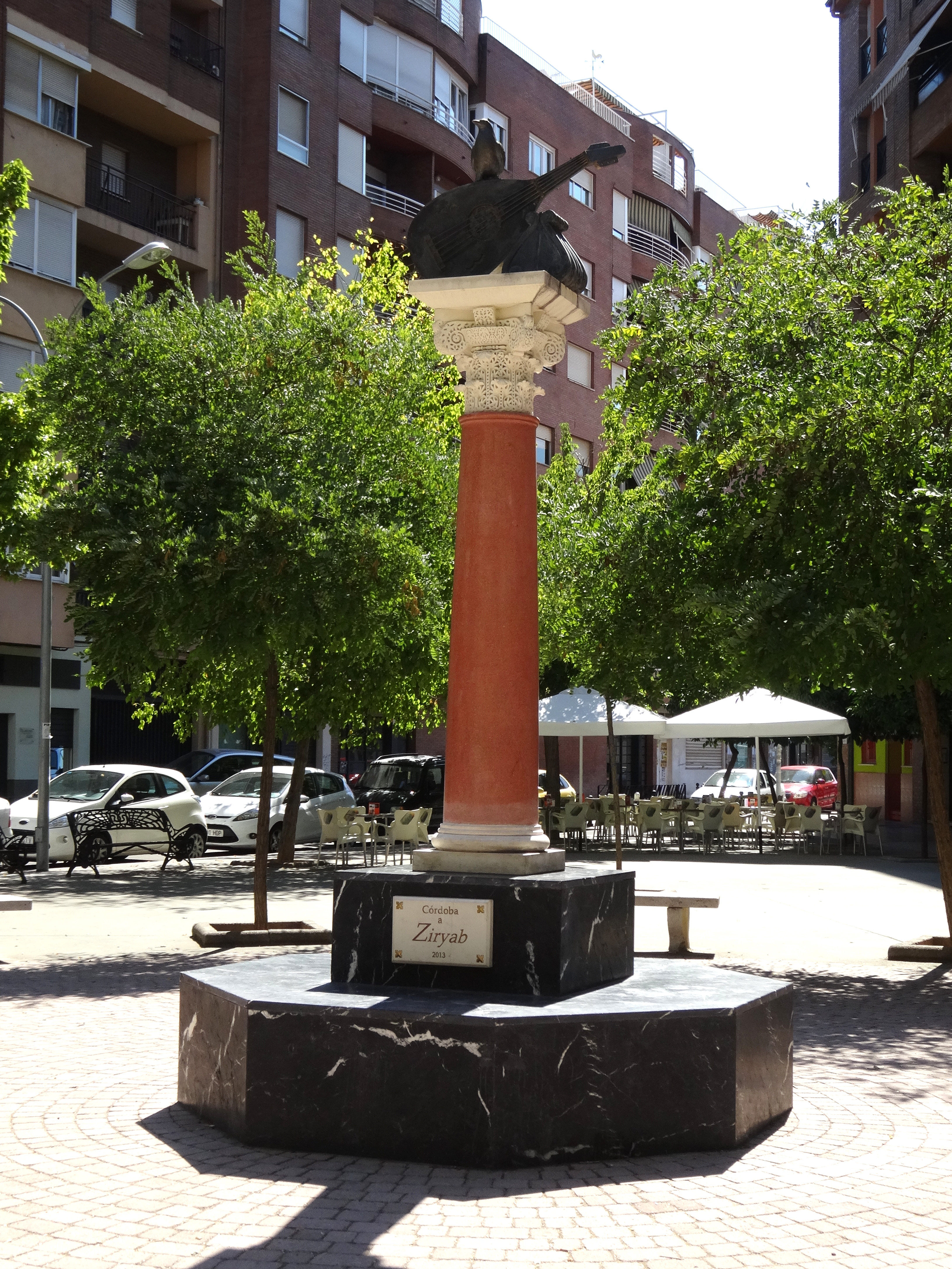
Monument voor Ziryab in Córdoba

Abu l-Hasan ‘Ali Ibn Nafi‘ (Arabisch: أبو الحسن علي ابن نافع ) (Bagdad, circa 789 - Córdoba, 857), beter bekend als Ziryâb (Arabisch زرياب), hetgeen 'de merel' betekent.
Ziryâb was een Irakees islamitisch poëet, muzikant, zanger, cosmeticus, modeontwerper, strateeg, botanicus, geograaf, "celebrity" en "trendsetter" aan het Omajjadenhof van Córdoba in islamitisch Spanje.
Ziryâb was oorspronkelijk afkomstig uit het gebied van Dasht-e Arzhan, in de provincie Fars Parsi van Perzië, het huidige Iran.
Volgens sommige bronnen echter was hij ooit slaaf, mogelijk een Zanj, afstammeling uit Tanzania. De naam 'Ziryâb' werd hem gegeven om zijn donkere aangezicht, zijn welsprekendheid en zijn melodieuze stem.
Als uitvoerder en begaafde student van de beroemde muzikant en componist Ishaq al-Mawsili verwierf Ziryâb aanvankelijk bekendheid aan het Abbasiden hof in Bagdad.
Toen zijn vakmanschap als muzikant die van zijn leraar overtrof, vreesde hij voor zijn leven en ontvluchtte hij Bagdad. Uiteindelijk arriveerde hij in het Zuid Spaanse Córdoba, waar hij muzikant aan het hof van Abd al-Rahman II uit de Omajjaden-dynastie (822-52) werd.

## Loopbaan
Ziryâb verliet Baghdad na het overlijden van Kalief al-Amîn (813) en reisde eerst naar Sham (Syria), vervolgens naar Ifriqiyya (Tunesië), waar hij een tijdlang aan het Aghlabidische hof van Ziyadat Allah I (regeerde 817-838) verbonden was. Ziryâb viel uit de gratie bij Ziyadat Allah, maar werd daarop uitgenodigd door de Omajjaden prins al-Hakam I om naar Al-Andalus te komen. Na zijn aankomst hier (822), bleek prins al-Hakam I overleden. De zoon van de prins, Abd ar-Rahman II, hernieuwde echter zijn vaders uitnodiging. Al snel werd hij een intieme vriend van de prins. Ziryâb vestigde zich in Córdoba, waar hij al snel nog meer waardering kreeg als de hofkenner bij uitstek van voedsel en lekkernijen, kleding mode, en van zang en dans. Hij introduceerde een kwaliteitsstandaard op al deze gebieden. Hij stelde nieuwe normen en waarden op voor elegant en edelmoedig gedrag. Op instigatie van Abd ar-Rahman II stichtte hij een muziekopleiding waar zangers en muzikanten werden opgeleid. Van hieruit werd de muzikale cultuur in Spanje vele generaties na zijn overlijden nog sterk beïnvloed. In de 9e eeuw introduceerde hij de Nieuwjaarsviering gebaseerd op de Iraanse feestdagen Newroz aan de hoven van Andalusië in Spanje en in het kielzog hiervan in Europa.

### Muziek
Er is weinig in directe bronnen over Ziryâb geschreven, maar al kort na zijn komst veranderde er veel in de muziek van Spanje.
Ziryâb introduceerde de Perzische oed (luit) die hij verbeterde door aan de oorspronkelijke vier koren (koor: 2 naast elkaar gespannen, gelijkluidende snaren) een vijfde paar snaren toe te voegen. Deze luit evolueerde uiteindelijk tot de huidige Spaanse gitaar. Om het instrument te bespelen zou hij als plectrum een snavel of de pen van de veer van een adelaar in plaats van een houten aanslagplaatje gebruikt hebben.
Men veronderstelt dat Zyriâb een unieke en aantrekkelijke muzikale stijl van optreden creëerde, waardoor hij ook in Spanje bekend werd als groot virtuoos op de oed èn als fantastische zanger. Hij componeerde liederen waar in Spanje vele generaties naar luisterden. Om de door hem geïntroduceerde en geïntegreerde muzikale tradities uit het Midden-Oosten en Noord-Afrika in de Klassiek Andalusische muziek, wordt hij algemeen beschouwd als grondlegger van deze muziek.
De hartstochtelijke liederen, melodieën en dansen die hij meebracht uit Mesopotamië zouden later, gemixt met lokaal Spaanse en gitano -zigeunerinvloeden, evolueren tot de Spaanse flamenco.
Als mecenas, vertrouweling en vriend schonk Abd al-Rahman II Ziryâb een enorme vrijheid. Hierdoor werd hij in staat gesteld een van de eerste conservatoria (Córdoba) van de Westerse wereld te stichten.
Men denkt dat Ziryâb ook de ongelijksoortige onderdelen in de Arabische poëzie tradities van de qasidah, mwashah en de zajal opstelde.
De flamencogitarist Paco de Lucía eerde Zyriâb door een album uit 1990 naar deze legende te noemen.

### Mode en hygiëne
Van Ziryâb wordt gezegd dat hij een blijvende invloed op de mode had, doordat hij stijlen uit het Midden-Oosten in Al-Andaluz introduceerde. Deze omvatten onder meer mondaine kledingstijlen gebaseerd op seizoens- en dagritmen. Bijvoorbeeld in de winter werden de kostuums in essentie van warme katoen of wol gemaakt, gewoonlijk met donkere kleuren. De zomerkleding - koel en licht van ontwerp - werd gemaakt van koele, lichte stoffen als katoen, zijde en vlas en gekleurd in lichte, vrolijke kleuren. De heldere kleuren voor dergelijke kleding werden geproduceerd in kleurderijen die de moslimwereld had geperfectioneerd. In Fez, Marokko, waren in de 12e eeuw meer dan 86 kleurderijen and 116 verfplaatsen.
Voor de dagelijkse gang van zaken stelde Ziryâb verschillende kleding voor de ochtend, de middag en de avond voor. De Franse historicus Henry Terrace schreef over de mode-ideeën van Ziryâb: "Hij introduceerde winter en zomer kledij, op basis van exacte data waarop men de seizoenskleding moest gaan dragen. Ook stelde hij voor halverwege het seizoen te veranderen van kledij. Via Ziryâb werd de luxueuze kledij in Spanje gangbaar. Door dit alles ontstond een mode-industrie die stoffen met gekleurde strepen en transparante stoffen produceerde. Deze industrie is nog steeds in Marokko te vinden." Terrace geeft wel een waarschuwing: Natuurlijk kon dit alles niet door één man bewerkstelligd worden. Het is eerder een ontwikkeling die in de Moslimwereld plaatsvond, ofschoon de legende al deze veranderingen aan Ziryâb en zijn beschermheer Abd-Al-Rahman II toeschrijft.
Ziryâb is de geboekstaafde uitvinder van de vroege vorm van tandpasta, die hij populariseerde in heel Al-Andaluz.
De precieze ingrediënten die hij gebruikte zijn niet bekend,

maar de pasta bleek zowel "functioneel als aangenaam van smaak" te zijn.
Verder voerde Ziryâb de deodorant voor onder de oksel in. Voor de dames bedacht hij een nieuw, kort kapsel, dat de nek, oren en wenkbrauwen vrijliet. Voor mannen hervond hij het scheren van de baard.
Voor de dames opende hij een schoonheidssalon en cosmetische opleiding in de buurt van Alcázar waar hij een kortere coup met losse springende haren over het voorhoofd en de oren vrij introduceerde. Ook doceerde hij het epileren van de wenkbrauwen en het gebruik van chemische substanties om lichaamshaar te verwijderen en introduceerde hij nieuwe parfums en cosmetica.

### Keuken
Ziryâb 'revolutioneerde' de lokale keuken, die zeer beperkt was. Hij introduceerde nieuw fruit en groenten als asperges. Hij introduceerde nieuwe recepten. Zijn idee was dat maaltijden moeten worden geserveerd in drie afzonderlijke gangen, bestaande uit soep (voorgerecht), hoofdgerecht en nagerecht. Ook introduceerde hij het gebruik van kristal en glas als karaf en 'bekers' voor drank, hetgeen meer effectief bleek dan metalen kroezen en karaffen.
Ziryâb was etiketteur van mode en smaak. Zijn invloed wordt tot op de huidige dag gevoeld, vooral in de muziek en voeding. Voorafgaand aan zijn komst in al-Andalus in 822, was er geen enkele vorm van voedingspresentatie sinds het Romeinse Rijk. Voedsel werd gewoon op platte borden geserveerd op kale tafels, ongeveer zoals overal in Europa de traditionele stijl was.
Ziryâb bracht hierin verandering. Hij gebruikte verschillende soorten borden uit Bagdad, introduceerde het tafellinnen, glaswerk in plaats van metalen kroezen en karaffen, ontwikkelde een nieuwe gangenvolgorde tijdens het diner. Deze "elegante, uitgebalanceerde en moderne stijl" werd gemeengoed in al-Andalus, en verbreidde zich over de Pyreneeën verder Europa in. Zo werd het de norm die nog steeds wordt gevolgd. Bijgevolg wordt een banket geserveerd volgens voorschriften van Ziryâb, en zal het als zodanig verschillen van de "traditionele" stijl van serveren die men associeert met islamitisch voedsel.

## Erfenis
Louie Provencal, bekend historicus van de Spaanse beschaving zegt over Ziryâb dat hij "geniaal was en dat zijn invloed op de middeleeuwse Spaanse samenleving niet alleen de muziek omvatte maar feitelijk alle aspecten van de samenleving”. Titus Burckhardt, de Duitse historicus van de islam schrijft, “hij was een geniale musicus en geleerde die Koerdische muziek naar Spanje en de Westerse wereld bracht.”
Ziryâb was, naast alles hierboven genoemd, óók degene die het schaakspel en het polospel in het Westen introduceerde, en het sterrenkijken en de astrologie (met astrologen uit Indië) populariseerde. Hij stierf in 857, 68 jaar oud.
In de islamitische wereld wordt hij nog altijd zeer gewaardeerd en veel geëerd: in nagenoeg elke stad is er wel een straat, een plein, hotel club of café naar hem genoemd. In de westerse wereld kennen beoefenaars van de diverse wetenschappelijke disciplines zijn naam, maar is hij verder vergeten.
Paco de Lucía noemde een van zijn albums -Zyryab- naar hem.